# Kanton Beaumont-sur-Sarthe
Kanton Beaumont-sur-Sarthe (fr. Canton de Beaumont-sur-Sarthe) je francouzský kanton v departementu Sarthe v regionu Pays de la Loire. Tvoří ho 15 obcí.

## Obce kantonu
- Assé-le-Riboul
- Beaumont-sur-Sarthe
- Chérancé
- Coulombiers
- Doucelles
- Juillé
- Le Tronchet
- Maresché
- Piacé
- Saint-Christophe-du-Jambet
- Saint-Germain-sur-Sarthe
- Saint-Marceau
- Ségrie
- Vernie
- Vivoin